# Бергеинзи
Бергеинзи (дарг. БерхIеинзи, в пер. «Коричневый родник») — село в Акушинском районе Дагестана. Входит в состав сельского поселения «Сельсовет „Акушинский“».

## Географическое положение
Расположено в 2 км к юго-востоку от районного центра села Акуша, на правом берегу реки Акуша.

## Население
| 1926 | 1939 | 1970 | 1989 | 2002 | 2010 | 2021 |
| ---- | ---- | ---- | ---- | ---- | ---- | ---- |
| 225  | ↘90  | ↘83  | ↗192 | ↘98  | ↗123 | ↗137 |